# Chile na Zimowych Igrzyskach Olimpijskich 2002
Chile na Zimowych Igrzyskach Olimpijskich 2002 reprezentowało 6 zawodników.

## Narciarstwo alpejskie
Mężczyźni
| Zawodnik     | Konkurencja   | Wyścig 1 | Wyścig 2 | Suma         | Suma    |
| Zawodnik     | Konkurencja   | Czas     | Czas     | Czas         | Miejsce |
| ------------ | ------------- | -------- | -------- | ------------ | ------- |
| Mikael Gayme | Zjazd         |          |          | 1:48.37      | 50      |
| Maui Gayme   | Zjazd         |          |          | 1:47.63      | 48      |
| Maui Gayme   | Supergigant   |          |          | Nie ukończył | –       |
| Mikael Gayme | Supergigant   |          |          | Nie ukończył | –       |
| Duncan Grob  | Supergigant   |          |          | 1:30.35      | 31      |
| Maui Gayme   | Slalom gigant | 1:19.76  | 1:17.58  | 2:37.34      | 49      |

Kobiety
| Zawodniczka       | Konkurencja | Wyścig        | Wyścig  |
| Zawodniczka       | Konkurencja | Czas          | Miejsce |
| ----------------- | ----------- | ------------- | ------- |
| Anita Irarrázabal | Supergigant | Nie ukończyła | –       |

## Biathlon
Mężczyźni
| Konkurencja  | Zawodnik     | Pudła | Czas    | Miejsce |
| ------------ | ------------ | ----- | ------- | ------- |
| 10 km sprint | Carlos Varas | 0     | 32:48.1 | 86      |

| Konkurencja   | Zawodnik     | Czas      | Pudła | Skorygowany czas | Miejsce |
| ------------- | ------------ | --------- | ----- | ---------------- | ------- |
| Bieg na 20 km | Carlos Varas | 1'07:32.2 | 3     | 1'10:32.2        | 86      |

Kobiety
| Konkurencja   | Zawodniczka         | Pudła | Czas    | Miejsce |
| ------------- | ------------------- | ----- | ------- | ------- |
| 7,5 km sprint | Claudia Barrenechea | 5     | 30:15.1 | 74      |

| Konkurencja   | Zawodniczka         | Czas    | Pudła | Skorygowany czas | Miejsce |
| ------------- | ------------------- | ------- | ----- | ---------------- | ------- |
| Bieg na 15 km | Claudia Barrenechea | 59:30.0 | 3     | 1'02:30.0        | 67      |